# Augusto Minzolini
Augusto Minzolini (Roma, 3 agosto 1958) è un giornalista, politico e opinionista italiano, direttore del TG1 dal 9 giugno 2009 al 13 dicembre 2011 e senatore della Repubblica dal 15 marzo 2013 al 20 aprile 2017.

## Biografia

Minzolini (a destra) nella scena del "dibbattito" in Ecce bombo (1978)

Conseguito la maturità classica, durante gli anni '70 partecipa come comparsa a due film di Nanni Moretti: Io sono un autarchico (1976), nella parte di uno spettatore, ed Ecce bombo (1978). È stato a lungo legato alla parlamentare del PdL e Forza Italia Gabriella Giammanco.

### Carriera giornalistica
Nel 1977 inizia a lavorare come giornalista.
Svolge il praticantato all'agenzia di stampa Asca.
Nel 1980 diventa giornalista professionista.
Nel 1985 è collaboratore del settimanale Panorama, che lo assume due anni più tardi.
Nel 1990 lavora a La Stampa diretta da Paolo Mieli; due anni dopo il successore Ezio Mauro lo nomina inviato. Nel 1997 Carlo Rossella lo promuove a editorialista.
Nel 1994, intervistato da la Repubblica, si dichiarava contrario a ogni tipo di privacy per i politici: «Le smentite a ripetizione rivelano solo che abbiamo una classe politica nuova che non ha ancora assimilato il fatto che un politico è un uomo pubblico in ogni momento della sua giornata e che deve comportarsi e parlare come tale. [...] Quattro anni fa, e cioè in tempi non sospetti, scrissi che la nomina di Giampaolo Sodano alla Rai nasceva dai salotti di Gbr, la televisione di Ania Pieroni. Oggi penso che se noi avessimo raccontato di più la vita privata dei leader politici forse non saremmo arrivati a tangentopoli, forse li avremmo costretti a cambiare oppure ad andarsene. Non è stato un buon servizio per il paese il nostro fair play: abbiamo semplicemente peccato di ipocrisia. Di Ania Pieroni sapevamo tutto da sempre e non era solo un personaggio della vita intima di Craxi. La distinzione fra pubblico e privato è manichea: ripeto, un politico deve sapere che ogni aspetto della sua vita è pubblico. Se non accetta questa regola rinunci a fare il politico».
Nel 1997 Minzolini rivelò su La Stampa, lasciando spiazzate le altre testate, l'accordo per eleggere Massimo D'Alema alla presidenza della Commissione parlamentare per le riforme costituzionali. Nello stesso anno fu l'unico a scoprire il luogo della cena nella quale Silvio Berlusconi, Gianfranco Fini, Massimo D'Alema e Franco Marini siglarono il patto della crostata sulle riforme della Costituzione.
Nel 1998 intervistò Bettino Craxi ad Hammamet, in Tunisia. L'intervista fu realizzata per il programma «Passioni», andato in onda su RaiDue il 15 luglio 1998, che suscitò alcune polemiche.

#### «Minzolinismo»
A metà degli anni '90 si inizia a parlare di «minzolinismo», neologismo inteso come «forma di giornalismo che si basa sulla raccolta di dichiarazioni anche informali di uomini politici» non del tutto verificabili. Tra gli esempi di "minzolinismo":
- Il 21 marzo 1994, in un suo articolo su La Stampa apparve una dichiarazione di Silvio Berlusconi, all'epoca candidato alle elezioni politiche, fatta ad alcuni collaboratori riferendosi alle accuse di sue collusioni con la mafia fatte da alcuni magistrati, che affermava l'instaurarsi di «qualcosa che potrebbe essere paragonato davvero ad un golpe bianco»[12]. Berlusconi smentì di aver fatto tale dichiarazione[13].
- Il 22 marzo 1994, in un suo articolo su La Stampa apparve una dichiarazione di Luciano Violante, all'epoca presidente della Commissione Antimafia, che rivelava il coinvolgimento di Alberto Dell'Utri, fratello di Marcello Dell'Utri, braccio destro di Silvio Berlusconi, in una inchiesta giudiziaria insieme al boss mafioso Nitto Santapaola[14]. Violante smentì e querelò Minzolini, ma fu costretto a dimettersi per il clamore suscitato dalle sue dichiarazioni. Nel 1996 Minzolini rivelò che l'intervista, nella parte relativa alle dichiarazioni di Violante su Dell'Utri, non era mai avvenuta ed era «frutto di impressioni soggettive determinate da un malinteso all'interno di una conversazione su altro soggetto»[15].
- "C'è una frase che torna spesso nella mente di Silvio Berlusconi in questi giorni. Una frase che un testimone di cui il Cavaliere si fida ciecamente avrebbe sentito uscire dalla bocca del presidente del tribunale di Milano che dovrebbe emettere la sentenza nei suoi confronti sul «processo Mills», Nicoletta Gandus: «Io a Berlusconi gli faccio un culo così. Lo condanno a sei anni di carcere e poi voglio vedere come fa il presidente del Consiglio»." È interessante notare in questo articolo l'uso del virgolettato per riportare le presunte dichiarazioni del giudice Gandus, riportate da un fidato testimone a Silvio Berlusconi e da questi a Minzolini (La Stampa, 21 giugno 2008)[16].

Secondo la Repubblica, tuttavia, «la definizione [di minzolinismo] è ingenerosa perché il nuovo direttore del TG1 è stato per un ventennio il principe del retroscena politico, il più astuto dei predatori del Transatlantico, il più veloce dei rapaci della notizia» anche in quanto allievo di Guido Quaranta.

### Direttore del TG1
Il 20 maggio 2009 viene nominato a maggioranza dal CdA Rai direttore del TG1, senza i voti di tre esponenti del centro-sinistra, che avevano abbandonato l'aula, giudicando la nomina "irricevibile", ottenendo il voto favorevole del presidente della Rai Paolo Garimberti. Minzolini ottiene la fiducia della maggioranza dei redattori del TG1 che votò il suo piano editoriale con 101 voti a favore e 40 contro.
Secondo una rielaborazione dei dati Auditel, fatta ad aprile 2010 dal consigliere di minoranza del CdA Rai Nino Rizzo Nervo, in cinque anni, dal 2005 quando il direttore del TG1 era Clemente J. Mimun, passando per la direzione di Gianni Riotta dal 2006 al 2009, al marzo 2010, dopo meno di un anno di direzione di Minzolini, la quota di share sarebbe scesa, facendo perdere al TG1 un milione di telespettatori..
Nell'ottobre 2010, il TG1 di Minzolini è stato diffidato dall'AgCom per «forte squilibrio» a favore della maggioranza e del governo di centro-destra. Minzolini ha contestato dati e criteri dell'Autorità. Rilevazioni hanno sottolineato il calo di fiducia dei telespettatori verso il TG1 di Minzolini, sceso quasi a giudizio di insufficienza
A fine marzo 2011, dall'AgCom, viene dato al TG1 (insieme a TG4 e Studio Aperto) un ordine di riequilibrio immediato tra tempo dedicato alla maggioranza e all'opposizione "evitando altresì la sproporzione della presenza del Governo, specie in relazione alla campagna elettorale d'imminente inizio".

Il 23 maggio 2011 l'AgCom, in merito alle interviste di Silvio Berlusconi in prime time durante la campagna elettorale, "ha ritenuto che le interviste, tutte contenenti opinioni e valutazioni politiche sui temi della campagna elettorale, ed omologhe per modalità di esposizione mediatica, abbiano determinato una violazione dei regolamenti elettorali emanati dalla Commissione parlamentare di Vigilanza e dall'Agcom. La Commissione ha pertanto deliberato, a maggioranza, di comminare a TG1 e TG4 la sanzione nella misura massima prevista dalla legge (258.230 euro), in quanto recidivi, e sanzioni di 100 mila euro ciascuno a TG2, TG5 e Studio Aperto."

#### Editoriali
Minzolini è intervenuto più volte in prima persona, con degli "editoriali del direttore" spesso posti ad apertura del telegiornale.
- Contro la manifestazione per la libertà di stampa in Italia

Altre aspre polemiche si sono sollevate dopo l'editoriale straordinario nell'edizione serale del TG1 del 3 ottobre dove il direttore prendeva apertamente posizione contro la manifestazione per la libertà di stampa indetta dalla FNSI per lo stesso giorno definendola "incomprensibile". Contro questo editoriale si sono espressi oltre a molti esponenti politici dell'opposizione, anche il Codacons e lo stesso comitato di redazione del TG1 che in un comunicato si è dissociato dalle dichiarazioni di Minzolini. Nel comunicato si precisa che nella storia del TG1 altri direttori hanno fatto editoriali nell'edizione delle 20 seppur in diversi contesti. A questo comunicato del comitato di redazione Minzolini ha risposto affermando che esso «è la dimostrazione che c'è chi manifesta per la libertà di stampa».
- Contro la gestione dei pentiti

L'11 dicembre 2009, a seguito delle rivelazioni del pentito Gaspare Spatuzza, poi smentite da quelle di un mafioso non pentito, Filippo Graviano, Minzolini nell'editoriale delle 20 affermò che le «balle» di Spatuzza avevano danneggiato l'immagine dell'Italia, paragonandole alla leggenda del bacio di Giulio Andreotti a Riina, continuando che si sarebbero potute evitare se si fosse seguita alla lettera la legge sui pentiti.
- Denuncia del "clima d'odio"

Il 14 dicembre 2009, Berlusconi viene aggredito in piazza Duomo a Milano. Minzolini parla di "clima d'odio, parodia di una guerra civile".
- In difesa di Guido Bertolaso

Nel febbraio del 2010 Minzolini interviene con un editoriale nell'edizione delle 20 sull'inchiesta riguardante (fra gli altri) anche Guido Bertolaso, difendendo l'operato del sottosegretario alla Protezione Civile, e parlando di "gogna mediatica preelettorale"..
- Autodifesa sull'allora presunta indagine per concussione

Il 13 marzo 2010, Minzolini appare in TV durante il TG1 della sera per difendere la sua posizione a proposito del cosiddetto Trani-gate, l'indagine della procura di Trani in cui vennero intercettate sue telefonate con Berlusconi. Secondo un articolo de Il Fatto Quotidiano, Minzolini avrebbe promesso a Berlusconi di mandare in onda degli editoriali favorevoli alla sua linea politica. Minzolini nell'editoriale dice "Non sarò mai un direttore muto e dimezzato" e si paragona a Giovanni Amendola, perseguitato da Mussolini. Nei giorni successivi i nipoti di Giovanni Amendola hanno definito simili paragoni come inappropriati.
- In sostegno al ricorso ad elezioni anticipate

Il 7 settembre 2010 Minzolini, nel suo editoriale, ha suggerito il ricorso ad elezioni anticipate come risoluzione della crisi di maggioranza. Il Presidente RAI Paolo Garimberti è intervenuto scrivendo in una lettera che ci sono limiti che "l'informazione del servizio pubblico non può valicare" ritenendo l'intervento contenente "giudizi inopportuni [...] che non competono all'informazione della Rai".

#### Rimozione dal TG1 e nuovo incarico in Rai (2011-2013)
Il 13 dicembre 2011 Augusto Minzolini, grazie all'art. 3 della legge 97/2001, è stato rimosso dalla direzione del TG1 e sostituito (prima ad interim e poi a tempo pieno) dall'allora direttore del TGR Alberto Maccari: il 15 febbraio 2013 Minzolini chiede il reintegro alla direzione del TG1 in virtù dell'art. 4 della legge 97/2001 ma nel settembre 2013 tale ricorso viene respinto dal tribunale del lavoro.
Nella riunione del CdA della Rai, insediatosi il 31 maggio 2012 Minzolini è stato nominato capoufficio di corrispondenza di New York, ma lui ha rifiutato l'incarico.

### Elezione a senatore
Alle elezioni politiche del 2013 viene candidato al Senato della Repubblica, su richiesta di Berlusconi, tra le liste de Il Popolo della Libertà (PdL) nella circoscrizione Liguria in seconda posizione, risultando eletto senatore subentrando a Berlusconi, eletto in molte circoscrizioni e optando per quella in Molise. Nella XVII legislatura della Repubblica è stato componente della 3ª Commissione Affari esteri, emigrazione e della Commissione parlamentare di vigilanza RAI.
Il 16 novembre 2013, con la sospensione delle attività del PdL, aderisce alla rinata Forza Italia. Nel corso del 2014 Minzolini è stato, insieme a Raffaele Fitto e Daniele Capezzone, una delle principali voci critiche nei confronti del Patto del Nazareno tra il segretario del PD Matteo Renzi e Berlusconi in quanto, secondo Minzolini, questo patto tra PD e FI non è (o non sarebbe) nell'interesse del paese e del suo partito; inoltre Minzolini critica anche il cosiddetto rapporto speciale (così è stato definito da molti politologi di vario orientamento) tra il premier Renzi e Denis Verdini (coordinatore di FI) in quanto, secondo Minzolini, l'opposizione "morbida" di Forza Italia (decisa da Verdini con l'appoggio di Berlusconi) è (o sarebbe) una scelta dannosa per l'interesse del paese e di FI, quindi Minzolini auspica una "dura" opposizione al Governo Renzi da parte di FI; notare che Minzolini infatti attribuisce a queste "morbidezze" di Verdini e Berlusconi nei confronti del PD di Renzi il mediocre risultato elettorale ottenuto da Forza Italia alle elezioni europee di quell'anno.
Il 16 marzo 2017 il Senato ha votato contro la decadenza di Minzolini, riconoscendo che contro di lui vi era stato fumus persecutionis. I senatori hanno approvato con 137 sì, 94 no e 20 astenuti l'ordine del giorno di Forza Italia che respingeva la deliberazione della Giunta per le Immunità che nel luglio del 2016 aveva dichiarato decaduto l'ex giornalista dal mandato di parlamentare perché condannato con sentenza passata in giudicato.

#### Dimissioni
Come già annunciato durante il voto di decadenza (poi negata dal voto del Senato), Minzolini ha manifestato l'intenzione di dimettersi da senatore; le dimissioni vengono ufficialmente presentate il successivo 28 marzo 2017.
Il 20 aprile 2017 il Senato, con 142 sì, 105 no e 4 astenuti, accoglie le sue dimissioni da Senatore; Minzolini cessa quindi dal mandato parlamentare e viene sostituito da Roberto Cassinelli.

### Ritorno al giornalismo e conduzione diStasera Italia
Una volta terminata l’esperienza politica inizia a collaborare come editorialista al Il Giornale, divenendo uno dei principali opinionisti nei talk show.
Il 15 giugno 2021 diventa direttore de Il Giornale, dopo le dimissioni del predecessore Alessandro Sallusti per diventare direttore di Libero, rimanendo in carica fino al 6 settembre 2023, quando viene sostituito dal rientrante Sallusti, a sua volta sostituito a Libero da Mario Sechi.
Dal 9 settembre al 24 dicembre 2023 ha condotto Stasera Italia - Weekend su Rete 4. Collabora intanto come editorialista con Il Giornale e Il Tempo.

## Controversie
La direzione di Minzolini al TG1 è stata segnata da numerose controversie e polemiche.
- Oscuramento dell'inchiesta sugli scandali sessuali di Berlusconi

Nell'estate 2009 Minzolini è accusato di oscurare al TG1 le notizie dell'inchiesta della procura di Bari sugli scandali sessuali che vedrebbero coinvolto Berlusconi a Villa Certosa e Palazzo Grazioli. L'opposizione lo accusa di fare un telegiornale di regime che nasconde o manipola le notizie scomode al Governo. Minzolini si difende dichiarando che nel suo telegiornale non intende inserire notizie fondate solo sul gossip. Antonio Di Pietro ribatte ricordando come il neo-direttore del TG1 è «un gossipparo», anzi «l'Emilio Fede del servizio pubblico», che toglie spazio alla politica e alle notizie in tv e per questo «andrebbe licenziato per giusta causa».
I comitati di redazione delle tre testate Rai emettono in seguito un comunicato congiunto: «Siamo tutti TG1, siamo tutti, noi giornalisti della Rai, contro le scelte editoriali di chi occulta le notizie e rende agli italiani un pessimo servizio pubblico radiotelevisivo». Secondo i rappresentanti sindacali dei giornalisti RAI, Minzolini deve comprendere «qual è il compito del direttore di una testata del servizio pubblico, tenuta a raccontare e rappresentare, con tutti i punti di vista, i fatti che hanno rilevanza nella vita del Paese. Un impegno che mai può venir meno e mai può permettersi di tacere notizie o impedire una loro corretta e completa lettura».
- Definizione di "assoluzione" per la prescrizione di David Mills

Il 26 febbraio del 2010, nell'edizione del TG1 delle 13:30, il conduttore Paolo Di Giannantonio durante i titoli di testa e nell'introduzione del servizio dà la notizia dell'assoluzione dell'avvocato David Mills, invece che della prescrizione del reato commesso. Il servizio introdotto diede poi la notizia corretta. Ciò suscitò proteste sfociate anche in una raccolta di firme. Minzolini infatti essendo direttore responsabile del TG1, è responsabile di quanto viene pubblicato sullo stesso. Nel maggio dello stesso anno il Consiglio dell'Ordine dei giornalisti ha comminato un "avvertimento" a Minzolini «per il titolo incompleto letto nella edizione delle 13.30 del Tg1 del 26 febbraio», il titolo completo avrebbe dovuto dar conto del proscioglimento per intervenuta prescrizione, non di una vera e propria assoluzione.
- Sanzioni dell'AgCom per squilibrata presenza delle liste per le elezioni regionali 2010

Il 25 marzo 2010 la commissione dell'Autorità per le Garanzie nelle Comunicazioni infligge a Tg1 (direttore: Augusto Minzolini) e Tg5 (direttore: Clemente Mimun) una sanzione da 100.000 euro ciascuno per violazione della par condicio. Le multe sono motivate con lo "squilibrio tra Pdl e Pd" (a favore del Pdl) e la "marginale presenza delle nuove liste" che si sono presentate durante la campagna elettorale alle elezioni regionali 2010.
- Rimozione dei conduttori del TG1

Il 31 marzo 2010 Minzolini rimuove dal ruolo di conduttori del TG1 Tiziana Ferrario (edizione delle 20), Paolo Di Giannantonio (edizione delle 13,30) e Piero Damosso (edizione del mattino), sostituendoli rispettivamente con Francesco Giorgino, Laura Chimenti e Francesca Grimaldi, con la tacita approvazione dal direttore generale Mauro Masi e dal consigliere di maggioranza Antonio Verro.
Secondo il comitato di redazione si tratta di un'epurazione rivolta contro i giornalisti che non avevano firmato una lettera a favore di Minzolini stesso, a proposito di quanto era accaduto in occasione della notizia sull'assoluzione dell'avvocato Mills, il cui reato di corruzione è stato invece dichiarato prescritto dalla Corte di Cassazione; l'opinione del CDR è condivisa dalla FNSI e dai consiglieri RAI Nino Rizzo Nervo e Giorgio Van Straten. Minzolini replica giustificando le proprie decisioni come semplice ricambio generazionale, affermando che si tratta di conduttori che lavorano da 28 anni. Il presidente della RAI Paolo Garimberti è intervenuto sul caso per iscritto con una lettera al direttore generale Mauro Masi. La giornalista Maria Luisa Busi, che già precedentemente aveva criticato l'operato del TG1 e anche lei tra i non firmatari, in un'intervista parla di rappresaglia nei confronti dei giornalisti. Minzolini replica inviando alla Busi una lettera di contestazione formale per non aver chiesto l'autorizzazione all'intervista.
Maria Luisa Busi, il 22 maggio, rassegna le proprie dimissioni dalla conduzione del telegiornale.
Contro la reintegrazione di Tiziana Ferrario, decisa dal tribunale del lavoro, Minzolini ha annunciato ricorso, definendo la sentenza come "frutto di un intreccio perverso fra politica, magistratura e baronati tv"
- Minimizzazione della condanna in secondo grado con riduzione della pena per Dell'Utri

Il 29 giugno 2010 il TG1 ha minimizzato la notizia della riduzione di pena in secondo grado di Marcello Dell'Utri da 9 a 7 anni per concorso esterno in associazione mafiosa, senza pronunciare la parola "condanna". Inoltre, secondo L'Espresso, nel servizio si dava risalto alla riduzione della pena e alla sconfitta delle richiesta dell'accusa.
- Richiamo del presidente RAI sui limiti del servizio pubblico

L'8 settembre 2010 il presidente della Rai Paolo Garimberti scrive al direttore generale Mauro Masi chiedendo un intervento diretto e immediato in seguito all'editoriale del direttore Minzolini della sera precedente a sostegno di elezioni anticipate. Secondo Garimberti, "sono stati espressi giudizi inopportuni in quanto invasivi delle competenze e responsabilità di soggetti politici e istituzionali" e "ci sono dei limiti che soprattutto l'informazione del servizio pubblico non può valicare. Ieri purtroppo sono stati valicati"..
- Minimizzazione della battuta antisemita con bestemmia di Silvio Berlusconi

Il 1º ottobre 2010, il TG1 tace la notizia della battuta offensiva e blasfema di Silvio Berlusconi, e il giorno successivo minimizza le critiche dell'Osservatore Romano.
- Servizio sulle contestazioni degli studenti al ddl Gelmini

Il 25 novembre 2010 il TG1 manda in onda un servizio dedicato alle contestazioni studentesche svoltesi in varie città d'Italia contro la riforma Gelmini. Nel servizio vengono inserite immagini relative agli scontri tra forze dell'ordine e manifestanti aquilani avvenuti invece mesi prima. Il giorno seguente il TG1 si scusa dell'accaduto, invocando un "errore tecnico".
- Slittamento TG1 per seguire in diretta la conferenza di fine anno di Berlusconi

Nel 2010 la conferenza stampa di fine anno del presidente del consiglio Berlusconi viene ripresa integralmente facendo slittare il Tg1 delle 13,30. In altre occasioni si era comunque sempre interrotta la diretta della conferenza per dare spazio al telegiornale
- Rubrica Media su "faziosità e cantonate dei colleghi"

In risposta alle varie critiche, Minzolini ha annunciato l'avvio, da metà gennaio 2011, di una rubrica intitolata Media che "monitorerà cantonate e faziosità dei colleghi". La mossa è stata denunciata come una "clava mediatica" da parte dell'associazione di telespettatori cattolici Aiart.

## Vicende giudiziarie

### Diffamazione
Il 16 settembre 2010 è stato condannato a pagare 30.000 € di risarcimento all'ex senatore Partito Democratico Pietro Fuda, per averlo diffamato durante il programma televisivo Omnibus su LA7 nel 2007.

### Violazione del segreto istruttorio
Il 15 marzo 2010 si apprende che Minzolini risulterebbe iscritto nel registro degli indagati della procura di Trani (caso Trani-gate) per la violazione del segreto istruttorio riguardo alle indagini sulle carte di credito American Express.

### Peculato (sentenza definitiva)
- Il 12 febbraio 2011 la Corte dei Conti ha inoltre aperto un'istruttoria in merito alle spese ingiustificate effettuate con la carta di credito.[69] Poco dopo anche la procura di Roma, con l'appoggio della Guardia di Finanza, ha aperto un'indagine sull'accaduto. I reati che potrebbero essere contestati al Direttore sarebbero "peculato aggravato, truffa aggravata ai danni della Rai ed eventuali infrazioni fiscali". Infine la Corte dei Conti ha prosciolto Minzolini, obbligando la Rai a restituirgli il denaro che in via preventiva aveva dato.[70] Il 12 maggio è stato iscritto nel registro degli indagati[71][72]. Il 14 ottobre 2011 la procura di Roma chiede il rinvio a giudizio[73][74] che avviene il 6 dicembre 2011[75].
- Il 14 febbraio 2013 è stato assolto in primo grado dalle accuse di peculato perché «il fatto non costituisce reato»[35].
- Il 27 ottobre 2014 la sentenza di primo grado è stata ribaltata dalla terza sezione penale della Corte d'Appello di Roma, che ha condannato[76] l'ex direttore del TG1 a 2 anni e sei mesi per «peculato continuato»[77] con «interdizione dai pubblici uffici per l'intera durata della pena».[78]
- Il 12 novembre 2015 la Corte di Cassazione ha confermato in via definitiva la condanna della Corte d'Appello, rigettando il ricorso di Minzolini.[79][80]
- Il 18 luglio 2016 la Giunta per le autorizzazioni del Senato vota la revoca del mandato parlamentare sulla base della legge Severino.
- Il 16 marzo 2017 il Senato, con 137 voti a favore, 94 contrari e 20 astenuti, sulla base di un ordine del giorno di Forza Italia annulla il parere della Giunta, riconoscendo l’esistenza di fumus persecutionis nei confronti di Minzolini.[81]

### Abuso d'ufficio
Il 30 maggio 2011 Minzolini viene iscritto nel registro degli indagati dalla procura di Roma insieme all'allora direttore del TG2 Mario De Scalzi per abuso d'ufficio.
Il 14 novembre 2013 è stato rinviato a giudizio per abuso d'ufficio poiché egli, quando era direttore del TG1, dopo aver tolto dalla conduzione del tg Tiziana Ferrario che ha mansioni di caporedattore, per circa un anno non l'ha ricollocata nell'attività redazionale.
Il 15 dicembre 2015 è stato condannato in primo grado a 4 mesi di reclusione per l'accusa di abuso d'ufficio. La condanna è stata poi confermata dalla Terza Corte d'Appello di Roma il 17 novembre 2017.
Il 12 febbraio 2019 la Corte di cassazione dichiara prescritto il reato, rimandando alla Corte d'Appello la valutazione degli aspetti civili del reato.

## Programmi televisivi
- Stasera Italia - Weekend (Rete 4, 2023)